# Nezumia kamoharai
Nezumia kamoharai es una especie de pez de la familia Macrouridae en el orden de los Gadiformes.

## Morfología
• Los machos pueden llegar alcanzar los 38 cm de longitud total.

## Hábitat
Es un pez bentopelágico de aguas profundas.

## Distribución geográfica
Se encuentra en la bahía de Sagami (Japón ).